# Peter Heige der Jüngere
Peter Heige der Jüngere (* 13. November 1597 in Wittenberg; † 20. Dezember 1634 in Großenhain) war ein deutscher Mediziner und Hofarzt. Er war der Sohn des Juristen Peter Heige.

## Leben
Peter Heige der Jüngere war der Sohn des Juraprofessors und kurfürstlichen Appellationsrats in Dresden, Peter Heige und seiner Frau Dorothea, Tochter des Geheimen Kammersekretärs Valerius Cracow. Heige immatrikulierte sich 1612 an der Universität Wittenberg. Am 1. April 1618 disputierte er dort unter Wolfgang Schaller über den Katarrh und graduierte am 30. Juni 1618 in Leipzig zum Bakkalar, gefolgt von einer Graduierung zum Magister am 28. Januar 1619.
1620 reiste Heige nach Italien, um sich fortbilden. Er besuchte Padua, studierte dann Chirurgie in Venedig und bereiste anschließend Italien bis nach Neapel, um sich im Italienischen und in der Chemie fortzubilden.
1624 begleitete Heige im Dienst des sachsen-lauenburgischen Herzogs Rudolf Maximilian (1595–1647) den österreichischen Erzherzog Karl auf einer Reise von Florenz nach Spanien. In Madrid behandelte Heige neben anderen Adligen auch den Erzherzog, jedoch starb dieser im Dezember 1624.
Nach seiner Rückkehr nach Deutschland promovierte Heige 1625 in Altdorf, nachdem er sich dort als Kandidat der Medizin eingeschrieben hatte. Am 24. Juni 1626 wurde er von Johann Georg I. mit einem Gehalt von 150 fl. zum Hofarzt bestellt, offiziell ab August desselben Jahres. Seine Vereidigung erfolgte möglicherweise zusammen mit den Leibärzten Balthasar Hahn und Laurentius Hoffmann am 1. Juli 1626. Im September 1626 heiratete er Sophia Lindemann, die Tochter des verstorbenen Kammermeisters Friedrich Lindemann. Aus dieser Ehe stammten drei Kinder, von denen eine Tochter und ein Sohn den Vater überlebten. 1631 erhielt Heige eine neue Bestallung für das Fürstenpaar sowie die jungen Herren und Fräulein, mit einem Gehalt von 500 fl. und acht Schragen Buchenholz.
1633 begleitete Heige die Kurfürstin zur Hochzeit ihrer Tochter Magdalena Sybilla nach Kopenhagen. Auf der Rückreise erkrankte er schwer und musste in Wittenberg bleiben, wo er von seinem Bruder und anderen Leibärzten behandelt wurde. Heige verstarb jedoch auf der Weiterreise nach Dresden in Großenhain. Am 4. Januar 1635 wurde er in Dresden beerdigt. Die Übernahme der Beerdigungskosten erfolgte durch den Kurfürsten, der auch Vertreter zur Beerdigung nach Dresden entsandte.